# Vince Dunn
Vince Dunn (Mississauga, Ontario, 29 de octubre de 1996), apodado Dunner, es un jugador profesional canadiense de hockey sobre hielo que se desempeña en la posición de defensor izquierdo en Seattle Kraken, equipo de la National Hockey League (NHL).

## Carrera
Fue seleccionado en la segunda ronda en la NHL Entry Draft de 2015. En 2017 hizo su debut profesional con el equipo St. Louis Blues, en el cual jugó cuatro temporadas (2017-2021), después pasó a Seattle Kraken, donde lleva jugando tres temporadas.